# Kirke Værløse
 For alternative betydninger, se Værløse (flertydig). (Se også artikler, som begynder med Værløse)
Kirke Værløse er en landsby i Nordsjælland med 989 indbyggere  (2024), beliggende i Furesø Kommune ca. 3 kilometer vest for Værløse. Byen tilhører Region Hovedstaden. Kirke Værløse er den ældste af de to Værløse-byer, idet kirken nævnes i 1341.
Det var oprindelig også den største by i området med 15 gårde (112 beboere) og 52 huse (216 beboere) ved folketællingen i 1787. Det er derfor at Værløse blev benævnt Lille Værløse, selvom dette tilnavn forsvandt i 1990'erne.
Midt i byen findes Kirke Værløse Kirke bygget omkring år 1200 i klassisk romansk stil. Til kirken hører en kirkegård, der dækker Værløse Sogn. Der er mange stråtækte ejendomme i den gamle del omkring kirken. Kirke Værløse Kro blev også tidligere brugt som biograf.
Byen har sin egen idrætsforening, KVIF, fortrinsvis med fodbold og en trim-afdeling med løb. Foreningen Aktivscenen driver et lokalt amatørteater. Værløse Golfklub har etableret sig med en golfbane mellem Kirke Værløse og Ryget Skovby.
Syd for byen lå Flyvestation Værløse med en adgangsvej fra nordsiden. På samme vej ligger et stort erhvervsområde.

## Historie
Kirke Værløse (optræder første gang 4. marts 1341 som Withærløsæ men er åbenbart ældre, senere som Vetherløsa maklæ i Roskildebispens Jordebog, det vil sige Værløsemagle eller Store Værløse). Formen Kierchewerløse optræder fra matriklen 1682 og senere.
I 1682 bestod Lille Værløse af 12 gårde og 21 huse uden jord. Det samlede dyrkede areal udgjorde 556,0 tønder land skyldsat til 121,19 tønder hartkorn. Dyrkningsformen var trevangsbrug.
Modsat Lille Værløse fik Kirke Værløse ikke jernbaneforbindelse, og landsbyen lå omgivet af sine jorder gennem det meste af 1900-tallet. Indbyggertallet var 352 i 1921, 287 i 1925, 283 i 1930, 310 i 1935, 372 i 1940, 340 i 1945, 360 i 1950, 414 i 1955 og 545 i 1960.